# Yoshiaki Oiwa
Yoshiaki Oiwa (en japonés: 大岩義明, Oiwa Yoshiaki; Nagoya, 19 de julio de 1976) es un jinete japonés que compite en la modalidad de concurso completo.
Participó en cinco Juegos Olímpicos de Verano, entre los años 2008 y 2024, obteniendo una medalla de bronce en París 2024, en la prueba por equipos (junto con Toshiyuki Tanaka y Kazuma Tomoto).

## Palmarés internacional
| Juegos Olímpicos | Juegos Olímpicos | Juegos Olímpicos  | Juegos Olímpicos |
| Año              | Lugar            | Medalla           | Categoría        |
| ---------------- | ---------------- | ----------------- | ---------------- |
| 2024             | París (Francia)  | Medalla de bronce | Por equipos      |